# Wasserburg
För andra betydelser, se Wasserburg (olika betydelser).
Wasserburg (Bodensee) är en kommun och ort i Landkreis Lindau i Regierungsbezirk Schwaben i förbundslandet Bayern i Tyskland.  Wasserburg, som är beläget vid Bodensjön, har cirka 3 900 invånare.